# Прапор принца

Прапор принца

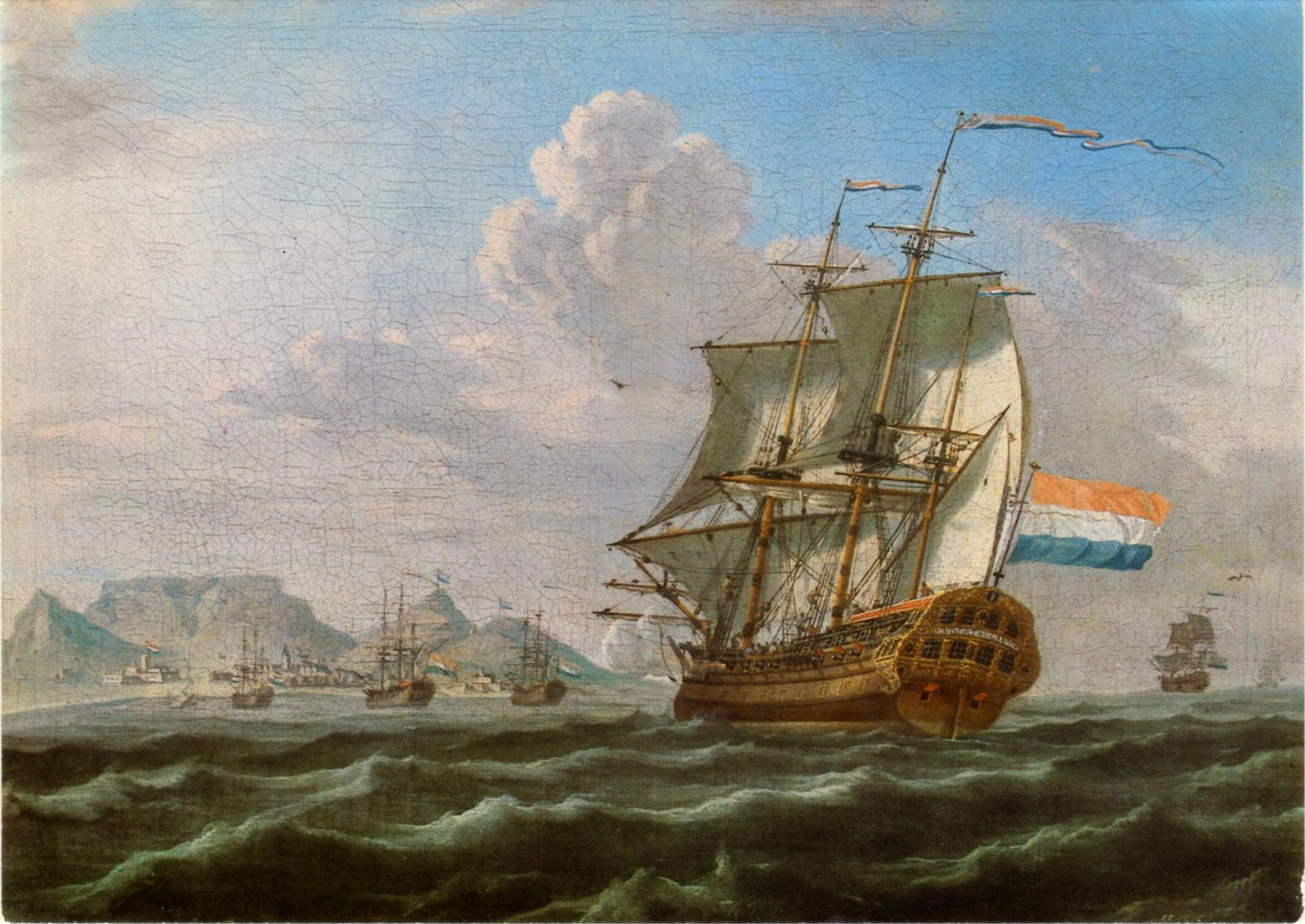
Noord-Nieuwland Голландскої Ост-Індської компанії у Столовій бухті (1762) майорить Прапор принца

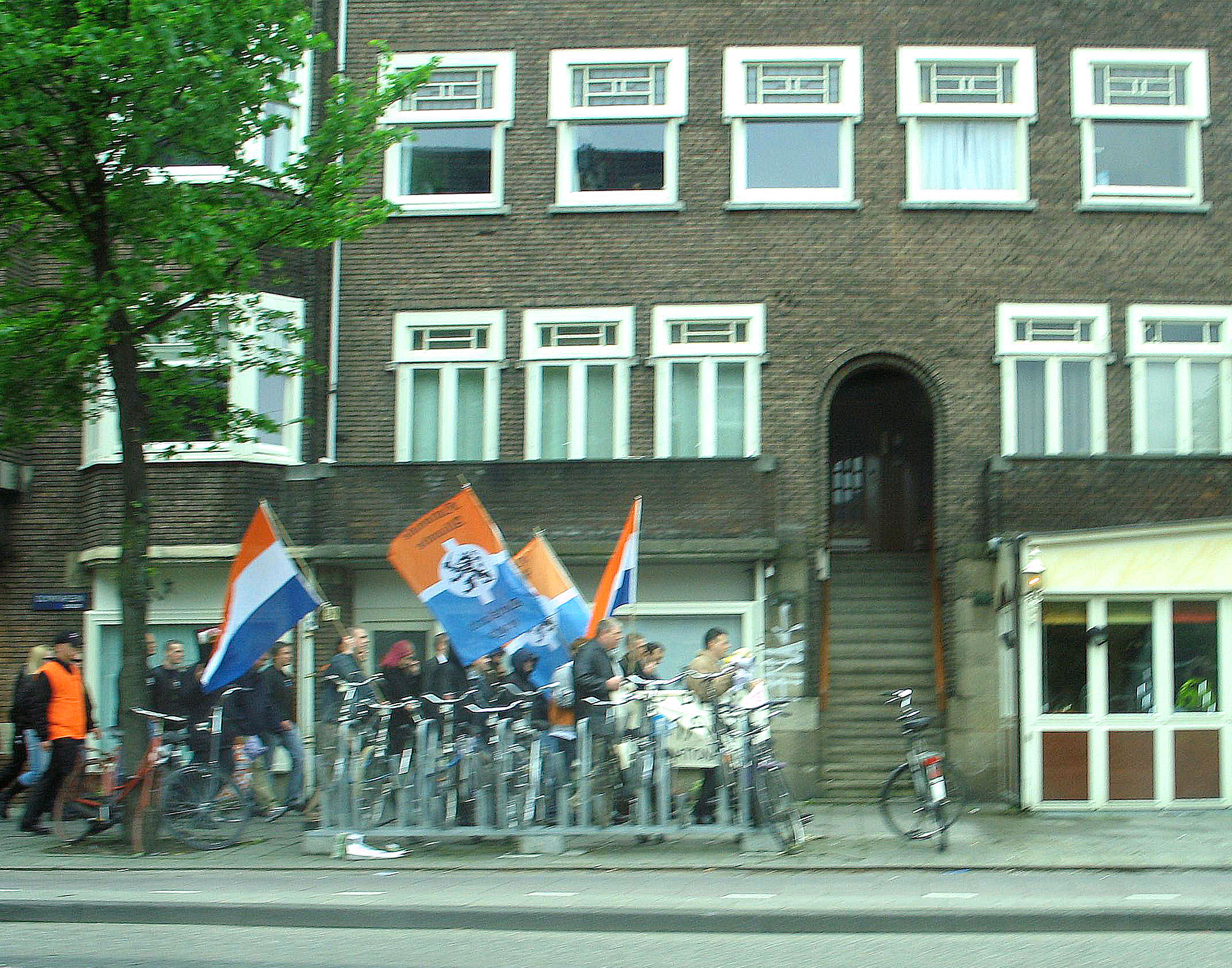
Ультраправий протест у Нідерландах

Прапор принца (нід. Prinsenvlag) — історичний прапор республіки Сполучених провінцій (сучасні Нідерланди), який спочатку використовувався оранжистами під час Вісімдесятирічної війни. Вперше використовувався під час битви під Брілле. Прапор принца був зроблений на основі квітів лівреї Принца Вільгельма I Оранського, в честь якого названий прапор. Кольори (починаючи з верхнього): помаранчевий, білий і синій, тому прапор іноді називають «рудо-біло-синій» (нід. oranje-blanje-bleu). Помаранчевий символізує Оранське князівство (Оранж), яке принц успадкував від Рене де Шалона, білий — боротьбу за свободу та вищу владу, а синій — один із головних кольорів Герцогства Нассау. Використовувалось кілька варіантів прапору із різною кількістю смуг.
Цей прапор викликає суперечки в Нідерландах через його використання в минулому пронацистським NSB. Зараз прапор використовується в Нідерландах переважно ультраправими активістами та в історичних реконструкціях.

## Історія
Перша згадка про прапор датується 1572 роком, коли Гези, при захопленні Брілле, використовували цей прапор. В 1587 році адміралтейство Зеландії замовило ці прапори для використання на своїх військових кораблях. Незабаром він став прапором повстання і був використаний як прапор Республіки Сполучених провінцій. Пізніше помаранчевий колір замінено червоним. Є кілька теорій, чому це сталося. Найбільш ймовірними є:
- Помаранчевий барвник давав відблиск червоного кольору, тому вирішили використовувати червоний колір.
- До зміни кольору могла призвести боротьба між противниками та прихильниками принца з 1781 по 1795 роки, тому що перші використовували прапор у червоній смузі, а другі — з помаранчевої.
- Третя теорія свідчить, що оригінальні кольори були надто бляклими, щоб бачити їх здалеку, наприклад, на морі. Тому блакитний колір замінили на синій, а помаранчевий — на яскраво-червоний.
- Ще одна теорія говорить, що французи, за допомогою яких була заснована Батавська республіка, наполягали на прапорі з квітами, схожими на кольори французького прапора. За часів Батавської республіки прапор втрачає помаранчевий колір. Прапор стає схожим на прапор Франції. Брат Наполеона, Людовік I Бонапарт, який правив Голландським Королівством, говорив, що «У Королівстві Голландія немає місця для помаранчевого», і вибрав замість нього червоний колір. Як не дивно, у 1813 році, коли французів було вигнано, прапор принца знову використовувався недовго. Король Вільгельм I вирішив залишити все як було і віддавав перевагу французьким кольорам: червоний, білий і синій. Того ж року вперше з'являється червоний прапор із оранжевою смужкою.

У 30-х роках XX століття прапор принца був популярний серед прихильників радикального Націонал-соціалістичного руху (NSB). Проте, королева Вільгельміна в 1937 році, частково як сигнал для NSB, видала королівський указ, у якому було сказано, що тільки червоний, білий та синій кольори визначаються як кольори прапору Нідерландів.
Сьогодні Прапор принца часто використовується прихильниками ідей Великих Нідерландів і користується популярністю серед ультраправих рухів.

## Південна Африка

Прапор Південної Африки

Прапор принца також слугував основою для колишнього прапора Південної Африки. Він був прийнятий в 1928 році й був натхненний колишнім голландським прапором. У білу частину прапора були включені прапори (зліва направо) Великої Британії, Помаранчевої Вільної держави та Трансваалю. Прапор був замінений на сучасний 1994 року, після падіння режиму апартеїду.